# Никола Шумоња
Никола Шумоња (Загреб, 26. мај 1865 — Карловац, 1927) био је српски културни и просветни радник.

## Биографија
Никола Шумоња је рођен у Загребу 26. маја 1865. године. У Сремским Карловцима је завршио шест разреда гимназије, где је уз Тихомира Остојића, Јована Максимовића, Радослава Марковића и друге уређивао и писао приповетке за лист „Слога”, чији је био један од оснивача и који је издавала илегална, истоимена дружина карловачких ђака. Последњи број овог рукописног листа уређивао је 1884. године.
Српску учитељску школу је завршио у Карловцу 1885. године. Одмах је изабран за учитеља Српске мушке основне школе у Сарајеву, где је радио од 1. септембра 1885. године до 1. марта 1887. године.
Заједно са још три млада млада сарајевска учитеља Српске мушке школе (Никола Т. Кашиковић,
Божидар Никашиновић, Стева Калуђеричић) дошао је на идеју о покретању часописа забавно-поучног, намењен широј читалачкој публици. Часопис „Босанска вила” је покренут у Сарајеву 16. децембра 1885. године, као први књижевни часопис у историји босанскохерцеговачких Срба. Мада је први уредник био Божидар Никашиновић и остали оснивачи су учествовали у сарадњи око издавања часописа. Шумоња је био задужен за приповедачку прозу, подлистак и књижевне белешке.
Нисмо се, уситину да рекнемо, надали оволикој потпори од нашега читалачкога свијета, јер и сувише добро познајемо све неприлике и тегобе, с којима имају да се боре српски листови. Но, „Вила” је, Богу хвала, срећно преживјела прво вријеме свога живота, па ако остане и даље овако, биће јој излажење сасвим осигурано.— Шумоња у уредничкој поруци читаоцима „Виле” након њеног десетомесечног излажења.
Осим у „Босанској вили”, његови радови су објављивани и у „Јавору“, „Српском забавнику“, „Стражилову“, „Невену“, „Илустрованим новинама“, „Словинцу“, „Вијенцу“, „Српском колу“, „Народној библиотеци“, „Новом васпитачу“ и другим листовима .
Након што је Божидар Никашиновић, положио учитељски испит и отишао на учитељску службу у Мостар, те завршених бирократских процедура преноса функција уредника и издавача, Шумоња је септембра 1886. преузео уређивање „Босанске виле”. Посао који му је предстојао није био ни мало лак.
Амбициозан и наклоњен књижевном раду, са великом енергијом је успео да придобије знатан број сарадника, водећи преписку са младим писцима из редова ђака Карловачке гимназије и богословије.
У часу када је преузимао уредништво, лист је каснио готово два месеца, делом због претрпаности штампарије, а још више, због одласка старог уредника. Млад и предузимљив, предлагао се да се издавањем поједних бројева сваких осам дана надокнади заостало излажење и издавање листа што пре доведе у ред.
Током његовог уредништва појавили су се нови стални сарадници Стари Јово Хаџи Н. Бесаровић, са својим путописима и Сава Косановић са својим мемоарским белешкама, као и више нових сарадника, већином почетника, али и писаца који су уживали углед. У једном од бројева објављен је и опис рамазанске вечери, аутора Мустафе Хилмије Мухибић, показујући тада, али и много пута касније, да се и поред тога што се ради о српском часопису, оставља могућност представљања књижевног умећа сународника других етничких и конефесионалних група, доприносећи на тај начин изградњи суживота и рушењу верских националних и етничких стереотипа, путем упознавања културе и традиција других. Истовремено је подстицао недовољно неодважне ствараоце, претежно свештенике, учитеље и трговаце у описивању својих крајева и народних обичаја, уредно сређујући и објављујући њихове радове, чувајући тако драгоцене старине од заборава.
Издавши заостале бројеве, Шумоња је унапредио и материјално учврстио лист. Увећан број претплатника је заиста омогућило редовно излажење листа. До краја 1886. године број „Вилиних” претплатника је нарастао на 800. За нешто више од пола године, колико је уређивао лист, изашло је 17 бројева листа, 14 у првој и 3 у другој години излажења. Захваљујући разноврсности прилога, током тог периода популарност листа је порасла, како међу српским, тако и међу словеначким, хрватским и чешком претплатницима.
То није промакло будном оку окупаторске власти, које су га позвале на одслужење трогодишњег војног рока. У писму које је 8. децембра 1886. године упутио свом другу из ђачких дана, Радославу Марковићу, писао је како ће „отићи под пушку, јер су овдје бацили на ме око, па ће ме се овако на лак начин ратосиљати”.
У опроштајној поруци читаоцима „Босанске виле” записао је:
Овим бројем престајем уређивати овај лист. Изненадни позив трогодишњој војничкој дужности прекида ми даљни рад, а томе се ваља покорити. Жао ми је, што се то десило баш сада, када је излажење „Виле” доведено у потпун ред, кад није више нужде журити се да што прије изађе задоцњели број, кад је лист почео да хвата јачега коријена и кад би се тек могло лагано и смишљено радити. Најновија три броја показују у каквом би руху и правцу „Вила” имала од сада излазити. Но сада није друкчије. (...) При потоњем опроштају своме захваљујем свима приајтељима мојима и Билинима, што ми потпомогоше које претплатом, које радовима, које опет моралном помоћи, ободравањем и храбрењем. Нек остану и даље пријатељи овог листа за љубав опште ствари и за љубав Српства у Босни.— У Сарајеву 30. јануара 1887, Никола Шумоња 
У нотици штампаној на истој страни, пријатељима и познаницима, с којима није могао посебно да се опрости, оставио је своју адресу.
Очигледно је да је позив био хитан и да је одмах морао да напусти Сарајево ради одласка у војску у Карловац. Овакав потез војних власти изненадио је и управу сарајевске школе, јер је од 1. јуна 1885. године био стални учитељ у Мушкој основној школи у Сарајеву.
Мада су према Привременом војном закону учитељи били ослобођени војне службе и само су током распуста одлазили на војне вежбе, регрутован је августа 1886. године. Школски одбор сарајевске црквено-школске општине је интервенисао преко Земаљске владе код Ратног војног министарства да се учитељ Никола Шумоња ослободи од обавезе служења војног рока, јер је потребан у школи, па 1. октобра 1886. године није ступио на војну дужност као и остали обвезници. Јован Јовановић Змај је на свој иронично-сатиричан начин прокоментарисао овај чин аустроугарске власти:
Честити уредник  „Босанске виле”, мада је учитељ, ипак је узет у војнике. Међу тим су многи редовни војници у Босни и Херцеговини десертирали и сакрили се у шуме. И тако добитак наше армаде само се зове ШУМОЊА, а губитници су ЗАИСТА ШУМОЊЕ.
Праве разлоге за овакав потез власти, уређивачко и књижевно ангажовање у „Босанској Вили”, ипак је било лако наслутити. Основна је претпоставка да се властима највише замерио када је у 20. броју „Виле” уврстио своју приповиетку „Под гвозденим крстом”, у којој је осликао сатрадање обичних људи, приликом уласка Аустроугарске у Босну и Херцеговину. Већ након објављивања прве епизоде, ова приповетка са јасном тенденцијом против окупације је забрањена, пошто је Бенјамин Калај увео оштру цензуру на откривене коментаре политичког режима. Што се није смело рећи у босанско-херцеговачким новинама, слато је у Србију или у српске новине у Војводини, где је аустроугарска управа била далеко умеренија. Тако је приповетна августа и септембра 1887. у целини објављена у новосадском „Јавору”, чији је власник био Јован Јовановић Змај.
Војни рок је служио годину дана. Након тога је примљен за учитеља у Српској основној школи у Петрињи.
Године 1890, у Загребу је с одличним успехом положио испит за учитеља грађанских школа и исте године постао је учитељ вежбаонице при Српској женској учитељској школи у Горњем Карловцу. У Карловцу је увео Светосавске беседе, српске јавне забаве с програмом.
Високи школски савез поставио га је 1. септембра 1895. године за професора, а од 12. децембра 1896. године за директора Српске православне мушке учитељске школе у Пакрацу. Предавао је следеће предмете: психологију и педагогију, логику и дидактику, методику, историју педагогију. Руководио је школском праксом и био је надзорник интерната учитељске школе. Функцију директора је обаваљао до 1921. године.
Од 1922. до пензионисања 1926. је радио као директор Државне учитељске школе у Госпићу.
Умро је 1927. године, боравећи код ћерке, која је радила као професор у Карловцу. Сахрањен је на православном гробљу на Дубовцу у Карловцу.